# Scenen.dk
Scenen.dk er et dansk website, der henviser til danske former for scenekunst, dvs. teater, børneteater, dans, opera, ballet, musical, shows mv. Portalens opgave er at give et overblik over det teater i Danmark, der er åbent tilgængeligt for publikum enten gratis eller via billetsalg, samt give overblik over teaterviden og abonnements- og rabatordninger. 
På Scenen.dk findes også et overblik over aktuelle teaterartikler i samarbejde med Teater 1, Teateravisen.dk og Terpsichore, og der er en teaterbrevkasse, hvor publikum kan stille spørgsmål om teater, blandt flere funktioner. 
I august 2008 initierede Kunststyrelsen, at der skulle etableres en landsdækkende scenekunstportal, som skulle synliggøre og skabe overblik over udbuddet af professionelt teater i Danmark. 
Siden teatersæsonen 2009/2010 var Scenen.dk en realitet. Sitet drives af Teaterbilletter.dk ; 
Scenen.dk's søstersite er scenekunstarkiv.dk